# Sonja Simova
Sonja Simova (in bulgaro Соня Симова?; Bjala, 18 gennaio 1951) è un'ex cestista bulgara.

## Carriera
Con la Bulgaria ha disputato i Campionati europei del 1970.